# Genoa Cricket and Football Club 2006-2007
Questa voce raccoglie le informazioni sulle competizioni ufficiali disputate dal Genoa Cricket and Football Club nella stagione 2006-2007.

## Stagione
Nella stagione 2006-2007 dopo il ritorno in Serie B con la vittoria dei play-off di C1 della stagione precedente, il Genoa conclude al terzo posto il Campionato di Serie B, grazie e in virtù del piazzamento, la squadra rossoblù guadagna la promozione in massima serie in compagnia di Juventus e Napoli. Essendoci un margine di dieci punti tra la terza e la quarta classificata (il Piacenza), per la prima volta dall'introduzione nel campionato cadetto i Play-off non sono disputati. 
Il brasiliano Adailton arrivato al Genoa dopo sette stagioni all'Hellas Verona, con 14 reti è stato il miglior realizzatore stagionale genoano, delle quali 3 in Coppa Italia e 11 in campionato, buono anche il bottino di Giuseppe Greco con 11 reti, hanno sfiorato la doppia cifra Marco Di Vaio con 9 reti e Gaetano De Rosa con 8 centri. Per questa stagione il grifone è allenato da Gian Piero Gasperini, nel girone di andata raccoglie 36 punti in quarta posizione, meglio il girone di ritorno con un bottino di 42 punti, necessari per salire nella massima serie, senza passare dalle forche degli spareggi. Nella Coppa Italia il Genoa nel primo turno elimina lo Spezia, nel secondo turno ha la meglio sulla Fiorentina, nel terzo turno supera il Modena, nel doppio confronto degli ottavi lascia il torneo superato dall'Empoli.

## Rosa
| N. |                       | Ruolo | Calciatore               |
| -- | --------------------- | ----- | ------------------------ |
| 1  | Italia (bandiera)     | P     | Nicola Barasso           |
| 2  | Italia (bandiera)     | D     | Marco Ambrogioni         |
| 3  | Italia (bandiera)     | D     | Dario Biasi              |
| 3  | Italia (bandiera)     | D     | Francesco Galeoto        |
| 4  | Italia (bandiera)     | D     | Francesco Bega           |
| 5  | Italia (bandiera)     | C     | Manuel Coppola           |
| 7  | Italia (bandiera)     | C     | Marco Rossi              |
| 8  | Argentina (bandiera)  | C     | Lucas Roberto Rimoldi    |
| 8  | Italia (bandiera)     | C     | Filippo Carobbio         |
| 9  | Argentina (bandiera)  | A     | Luciano Gabriel Figueroa |
| 10 | Brasile (bandiera)    | A     | Adaílton                 |
| 11 | Paraguay (bandiera)   | C     | Rivaldo González         |
| 11 | Honduras (bandiera)   | A     | Julio César de León      |
| 13 | Italia (bandiera)     | D     | Michele Bacis            |
| 14 | Italia (bandiera)     | A     | Giuseppe Sculli          |
| 15 | Italia (bandiera)     | C     | Raffaele Longo           |
| 15 | Italia (bandiera)     | C     | Silvano Raggio Garibaldi |
| 16 | Italia (bandiera)     | C     | Alessandro Moschella     |
| 17 | Uzbekistan (bandiera) | A     | Ilyas Zeytulaev          |
| 18 | Italia (bandiera)     | A     | Salvatore Aurelio        |
| 19 | Italia (bandiera)     | D     | Domenico Criscito        |
| 20 | Argentina (bandiera)  | C     | Leonel Ríos              |
| 20 | Italia (bandiera)     | A     | Fernando Forestieri      |
| 21 | Italia (bandiera)     | A     | Corrado Grabbi           |
| 21 | Italia (bandiera)     | A     | Marco Di Vaio            |
| 22 | Italia (bandiera)     | C     | Stefano Botta            |

| N. |                       | Ruolo | Calciatore         |
| -- | --------------------- | ----- | ------------------ |
| 23 | Italia (bandiera)     | A     | Giuseppe Greco     |
| 24 | Italia (bandiera)     | D     | Massimo Paci       |
| 24 | Italia (bandiera)     | D     | Alessandro Di Maio |
| 25 | Italia (bandiera)     | D     | Stefano De Angelis |
| 27 | Italia (bandiera)     | D     | Cristian Stellini  |
| 28 | Croazia (bandiera)    | C     | Ivan Jurić         |
| 29 | Brasile (bandiera)    | C     | Fabiano            |
| 30 | Portogallo (bandiera) | A     | Diogo Tavares      |
| 30 | Italia (bandiera)     | A     | Mirco Gasparetto   |
| 32 | Argentina (bandiera)  | A     | Federico Nieto     |
| 32 | Svizzera (bandiera)   | D     | Martino Borghese   |
| 33 | Italia (bandiera)     | A     | Igor Zaniolo       |
| 33 | Italia (bandiera)     | D     | Gaetano De Rosa    |
| 34 | Italia (bandiera)     | D     | Andrea Masiello    |
| 37 | Italia (bandiera)     | A     | Matteo Siligato    |
| 55 | Italia (bandiera)     | D     | Luca Fusco         |
| 57 | Italia (bandiera)     | P     | Danilo Russo       |
| 73 | Italia (bandiera)     | P     | Alessio Scarpi     |
| 74 | Portogallo (bandiera) | C     | José Aleixo Mamede |
| 77 | Italia (bandiera)     | C     | Omar Milanetto     |
| 81 | Spagna (bandiera)     | D     | Pedro Lopez        |
| 83 | Brasile (bandiera)    | P     | Rubinho            |
| 87 | Portogallo (bandiera) | D     | Tiago Pires        |
| 88 | Italia (bandiera)     | C     | Mirko Martucci     |
| 99 | Italia (bandiera)     | P     | Massimo Gazzoli    |

## Risultati

### Campionato

#### Girone di andata
| Arbitro: | Salati (Trento) |

|              |           |                  |
| Raimondi 69’ | Marcatori | 24’, 81’ De Rosa |

| Arbitro: | Damato (Barletta) |

|                         |           |                 |
| G. Greco 23’ Sculli 30’ | Marcatori | 64’ Moscardelli |

| Arbitro: | Mazzoleni (Bergamo) |

|                          |           |  |
| Sforzini 41’ Pinardi 75’ | Marcatori |  |

| Arbitro: | Squillace (Catanzaro) |

|                         |           |  |
| Adailton 2’, 55’ (rig.) | Marcatori |  |

| Arbitro: | Saccani (Mantova) |

|                                       |           |                   |
| Diamoutene 30’ Petras 43’ Juliano 90’ | Marcatori | 24’, 39’ M. Rossi |

| Arbitro: | Romeo (Verona) |

|                                            |           |  |
| g. Greco 19’ Adailton 44’ (rig.) Longo 90’ | Marcatori |  |

| Arbitro: | Rizzoli (Bologna) |

|  |           |                 |
|  | Marcatori | 19’, 45’ Sculli |

| Arbitro: | Palanca (Roma) |

|                                           |           |                                         |
| Sculli 19’ G. Greco 23’ Adailton 38’, 79’ | Marcatori | 33’ Salvetti 77’ Lazzari 84’ Papa Waigo |

| Arbitro: | Ayroldi (Molfetta) |

|              |           |              |
| L. Greco 83’ | Marcatori | 44’ M. Rossi |

| Arbitro: | Lops (Torino) |

|                     |           |               |
| Adailton 53’ (rig.) | Marcatori | 35’ Borghetti |

| Arbitro: | Damato (Barletta) |

|             |           |              |
| Cellini 69’ | Marcatori | 19’ Adailton |

| Arbitro: | Celi (Campobasso) |

|                     |           |                                  |
| Adailton 75’ (rig.) | Marcatori | 44’ (rig.) Saverino 61’ Guidetti |

| Arbitro: | Rocchi (Firenze) |

|                                        |           |              |
| Bellucci 14’ Torrisi 55’ Marazzina 62’ | Marcatori | 77’ Adailton |

| Arbitro: | Farina (Novi Ligure) |

|           |           |            |
| Juric 74’ | Marcatori | 71’ Nedved |

| Arbitro: | Marelli (Como) |

|                         |           |                                    |
| Valdez 21’ Quadrini 53’ | Marcatori | 47’ De Rosa 56’ Criscito 82’ Botta |

| Arbitro: | Mazzoleni (Bergamo) |

|                                                   |           |                        |
| Diogo Tavares 1’ Criscito 12’ G. Greco 34’ (rig.) | Marcatori | 28’ Lodi 41’ Margiotta |

| Arbitro: | Ayroldi (Molfetta) |

|  |           |               |
|  | Marcatori | 37’ Milanetto |

| Genova 22 dicembre 2006, ore 20:30 18ª giornata | Genoa           | 0 – 0 | Bari | Stadio Luigi Ferraris (16 644 spett.)\| Arbitro: \| Banti (Livorno) \| |
| Arbitro:                                        | Banti (Livorno) |       |      |                                                                        |

| Arbitro: | Orsato (Schio) |

|                               |           |                |
| Rigoni 49’ (rig.), 87’ (rig.) | Marcatori | 79’ Forestieri |

| Arbitro: | Tagliavento (Terni) |

|                  |           |               |
| De Rosa 27’, 52’ | Marcatori | 90+3’ Spinale |

| Arbitro: | Paparesta (Bari) |

|                   |           |          |
| Calaiò 82’ (rig.) | Marcatori | 87’ Leon |

#### Girone di ritorno
| Arbitro: | Celi (Campobasso) |

|                             |           |  |
| Carobbio 33’ Gasparetto 82’ | Marcatori |  |

| Arbitro: | Saccani (Mantova) |

|           |           |  |
| Baccin 9’ | Marcatori |  |

| Arbitro: | Romeo (Verona) |

|                |           |  |
| Gasparetto 63’ | Marcatori |  |

| Arbitro: | Rocchi (Firenze) |

|                                |           |                    |
| Cacia 16’ Stamilla 24’ Nef 87’ | Marcatori | 55’ (rig.) Di Vaio |

| Arbitro: | Herberg (Messina) |

|             |           |  |
| De Rosa 87’ | Marcatori |  |

| Arezzo 10 marzo 2007, ore 17:00 27ª giornata | Arezzo         | 0 – 0 | Genoa | Stadio Città di Arezzo (4 243 spett.)\| Arbitro: \| Palanca (Roma) \| |
| Arbitro:                                     | Palanca (Roma) |       |       |                                                                       |

| Arbitro: | Girardi (San Donà di Piave) |

|                                         |           |  |
| Gasparetto 58’ G. Greco 62’ De Rosa 87’ | Marcatori |  |

| Arbitro: | Ayroldi (Molfetta) |

|                         |           |              |
| Pellè 71’ Pellicori 88’ | Marcatori | 80’ G. Greco |

| Arbitro: | Dondarini (Finale Emilia) |

|                                      |           |           |
| Coppola 45+2’ G. Greco 70’ Botta 90’ | Marcatori | 79’ Nieto |

| Arbitro: | Dondarini (Finale Emilia) |

|  |           |                           |
|  | Marcatori | 57’ León 84’, 89’ Di Vaio |

| Arbitro: | Velotto (Grosseto) |

|                |           |  |
| Gasparetto 11’ | Marcatori |  |

| Arbitro: | Morganti (Ascoli Piceno) |

|              |           |                          |
| Do Prado 75’ | Marcatori | 30’ Di Vaio 58’ Criscito |

| Arbitro: | Trefoloni (Siena) |

|                                    |           |  |
| León 4’ Di Vaio 37’ Gasparetto 42’ | Marcatori |  |

| Arbitro: | Morganti (Ascoli Piceno) |

|                                        |           |               |
| Nedved 19’ Chiellini 38’ Trezeguet 66’ | Marcatori | 45+1’ Di Vaio |

| Arbitro: | Salati (Trento) |

|                      |           |          |
| León 16’ Di Vaio 63’ | Marcatori | 41’ Moro |

| Arbitro: | Pantana (Macerata) |

|  |           |                                  |
|  | Marcatori | 34’ De Rosa 87’ (rig.) Milanetto |

| Arbitro: | Brighi (Cesena) |

|                                                |           |                                |
| Milanetto 6’ (rig.) Gasparetto 11’ Di Vaio 59’ | Marcatori | 41’ (aut.) Galeoto 82’ Eliakwu |

| Arbitro: | Trefoloni (Siena) |

|                       |           |                          |
| Ganci 51’ Scaglia 56’ | Marcatori | 65’ Criscito 80’ Di Vaio |

| Arbitro: | Squillace (Catanzaro) |

|                                   |           |  |
| Milanetto 23’ Adailton 57’, 90+3’ | Marcatori |  |

| Arbitro: | Giannoccaro (Lecce) |

|              |           |  |
| Tarana 90+4’ | Marcatori |  |

| Genova 10 giugno 2007, ore 15:00 42ª giornata | Genoa            | 0 – 0 | Napoli | Stadio Luigi Ferraris (32 530 spett.)\| Arbitro: \| Rocchi (Firenze) \| |
| Arbitro:                                      | Rocchi (Firenze) |       |        |                                                                         |

### Coppa Italia

#### Turni preliminari
| Arbitro: | Rosetti (Torino) |

|                                |           |                          |
| G. Greco 17’, 73’ Adailton 62’ | Marcatori | 5’ Varricchio 78’ Grieco |

| Arbitro: | Rizzoli (Bologna) |

|              |           |  |
| G. Greco 76’ | Marcatori |  |

| Arbitro: | Ayroldi (Molfetta) |

|                                  |           |                |
| Adailton 88’, 100’ G. Greco 104’ | Marcatori | 64’ Campedelli |

#### Ottavi di finale
| Arbitro: | Romeo (Verona) |

|              |           |  |
| Iacoponi 45’ | Marcatori |  |

| Arbitro: | Giannoccaro (Lecce) |

|  |           |                  |
|  | Marcatori | 18’ (rig.) Pozzi |